# Estado de Madura
El Estado de Madura (en indonesio: Negara Madura; madurés: Negara Madhurâ) fue un estado federal (negara bagian) formado en la isla indonesia de Madura por los Países Bajos en 1948 como parte de un intento de restablecer la colonia de las Indias Orientales Neerlandesas durante la Revolución Nacional de Indonesia. Incluía Madura y las islas vecinas que ahora forman parte de la actual provincia de Java Oriental.
El estado fue establecido el 23 de enero de 1948 por el gobernador de la Java Oriental neerlandesa, Charles van der Plas, la mano derecha de Hubertus van Mook. El 20 de febrero de 1948, el gobierno neerlandés reconoció el establecimiento del estado. RAA Tjakraningrat fue elegido gobernador de Madura. El estado se convirtió en parte constitutiva de los Estados Unidos de Indonesia en 1949 pero, debido a la presión de las fuerzas pro-republicanas, el estado se disolvió y se fusionó con la República de Indonesia el 9 de marzo de 1950.